# Општина Черкезу (Констанца)
Черкезу (рум. Cerchezu) општина је у Румунији у округу Констанца.
Oпштина се налази на надморској висини од 161 m.